# 1,4-벤조다이옥신
1,4-벤조다이옥신(영어: 1,4-benzodioxine)은 화학, 특히 유기화학에서 방향족 고리 화합물이다.

## 같이 보기
- 벤조다이옥산
- 1,3-벤조다이옥솔
- 에틸렌다이옥시기